# II rozbiór Polski

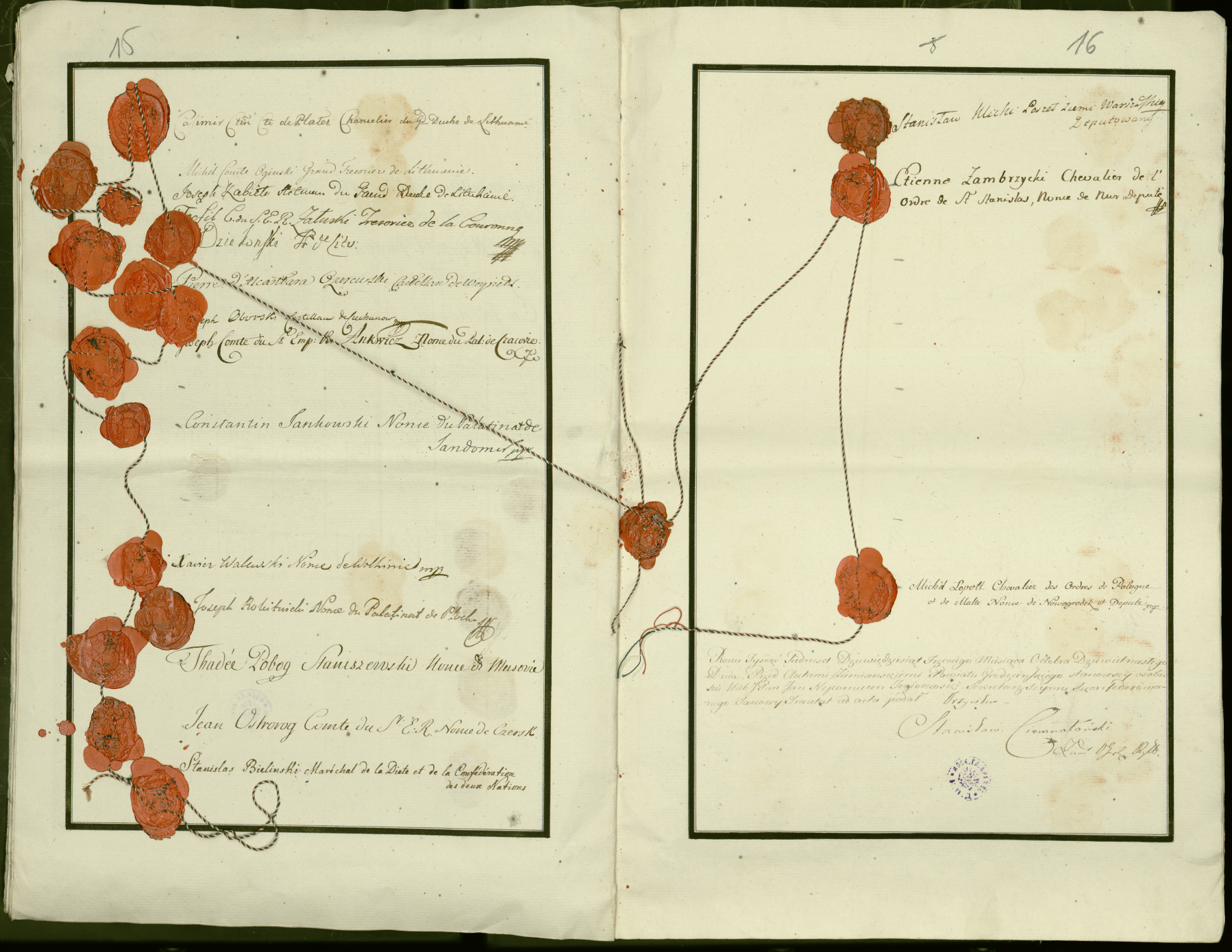
Traktat Rzeczypospolitej z Królestwem Prus z 25 września 1793, sankcjonujący II rozbiór Polski

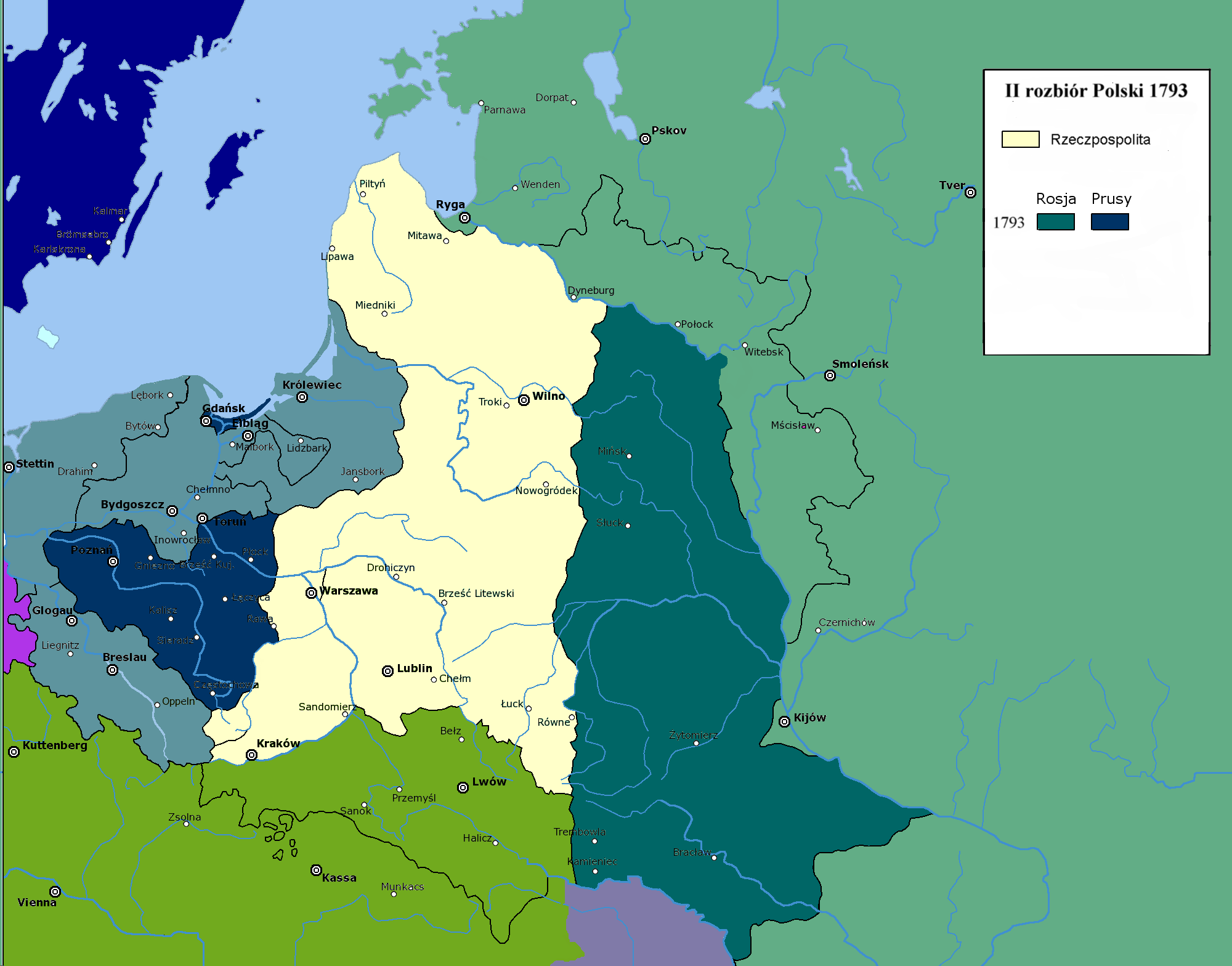
II rozbiór Rzeczypospolitej Obojga Narodów, zaznaczono tereny zagarnięte przez Rosję i Prusy w 1793 r.

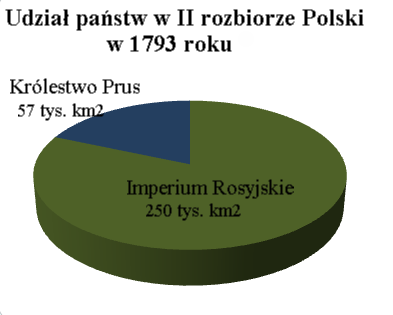
Udział poszczególnych państw w całości ziem zagarniętych w II rozbiorze Rzeczypospolitej Obojga Narodów

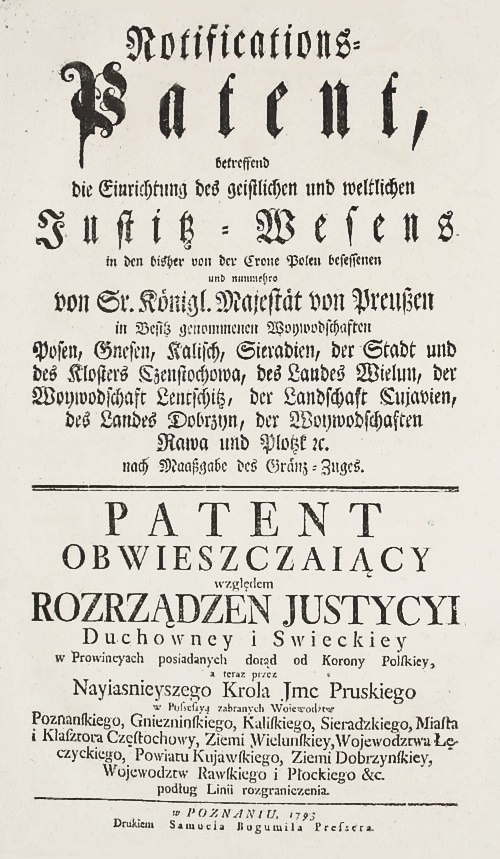
Obwieszczenie o II zaborze pruskim, 1793

II rozbiór Polski – cesja terytorium Rzeczypospolitej Obojga Narodów dokonana 23 stycznia 1793 r. na rzecz Królestwa Prus i Imperium Rosyjskiego, bez udziału Monarchii Habsburgów. Drugi z trzech rozbiorów Polski, do których doszło pod koniec XVIII wieku.

## Historia
Wykorzystując kapitulację Stanisława Augusta Poniatowskiego po wojnie polsko-rosyjskiej w 1792 r. i przejęcie rządów w Polsce przez targowiczan, 25 października 1792 król pruski Fryderyk Wilhelm II zażądał wcielenia Wielkopolski do Królestwa Prus. Miała być ona ekwiwalentem za niepowodzenia armii pruskich w wojnie przeciwko rewolucyjnej Francji, prowadzonej w koalicji absolutystycznych monarchii europejskich. Żądanie to warunkował groźbą wycofania się Prus z koalicji antyfrancuskiej, ale wnet przekształciło się ono w propozycję II rozbioru części ziem Rzeczypospolitej pomiędzy Rosję i Prusy.
23 stycznia 1793 doszło do podpisania traktatu podziałowego między Katarzyną II a Fryderykiem Wilhelmem II, po czym wojska pruskie, dowodzone przez Joachima Heinricha von Möllendorfa, weszły do Wielkopolski, a armia rosyjska do wschodniej Polski. Wojska polskie w większości wycofywały się z oddawanych ziem; jednym z nielicznych starć była obrona ratusza w Kargowej. 25 marca 1793 król pruski wydał patent inkorporacyjny, w którym wezwał pod groźbą kary wszystkich mieszkańców zajętych przez siebie ziem do złożenia hołdu (homagium).
22 lipca 1793 deputacja sejmu grodzieńskiego, obradującego pod lufami armat wojsk rosyjskich podpisała traktat z Rosją, w którym Rzeczpospolita zrzekła się województw: mińskiego, kijowskiego, bracławskiego i podolskiego oraz części wileńskiego, nowogródzkiego, brzeskolitewskiego i wołyńskiego (obszar 228 600 km² zamieszkały przez 3,056 mln osób). 19 sierpnia 1793 traktat ten ratyfikował poseł rosyjski Jakob Sievers.
W nocy z 22 na 23 września 1793 sejm obradujący w obecności generała rosyjskiego Johanna von Rautenfelda na zamku grodzieńskim, otoczonym przez oddziały wojsk rosyjskich, w milczeniu przeprowadził cesję terytorium Rzeczypospolitej na rzecz Królestwa Prus.
Królestwo Prus zagarnęło Gdańsk i Toruń oraz województwa poznańskie, pozostałą część gnieźnieńskiego, kaliskie, sieradzkie, ziemię wieluńską. płockie, brzeskokujawskie, inowrocławskie, ziemię dobrzyńską oraz części krakowskiego, rawskiego i mazowieckiego (obszar 58 400 km² zamieszkały przez 1,136 mln osób).
Cesarzowa Katarzyna II mściła się w ten sposób za „niewierność” wasalnej (według układów z 1768 i 1775) Rzeczypospolitej, a obie monarchie rozbiorowe oczyszczały sobie przedpole do rozprawy z rewolucyjną Francją. Dodatkowo, w okrojonej już znacznie Rzeczypospolitej formalnie utrzymany został istniejący dotąd, bardzo dogodny dla Rosji i Prus, ustrój demokracji szlacheckiej przy słabej centralnej władzy królewskiej (Prawa kardynalne).
Nieprzewidziany przez konfederatów rozbiór Rzeczypospolitej skończył się pełną kompromitacją konfederacji targowickiej, także króla Stanisława Augusta Poniatowskiego. W 1793 r. odbył się w Grodnie sejm rozbiorowy, który pod presją obu zaborców wyraził milczącą zgodę na kolejny rozbiór kraju, zawarł nierównoprawny traktat pokojowy z Rosją, przywrócił Radę Nieustającą, rozwiązał też konfederację targowicką. Był to ostatni sejm Rzeczypospolitej szlacheckiej.
W rozbiorze tym, w odróżnieniu od dwóch pozostałych, nie brała udziału Austria, zajęta wojną z Francją. Dopiero 3 stycznia 1795 zawarła za plecami Prus tajną konwencję z Rosją o III rozbiorze Rzeczypospolitej Obojga Narodów, na mocy której cesarz Franciszek II Habsburg przystępował do traktatu II rozbioru, ale tylko w granicach zaboru rosyjskiego.